# A Maçã
A Maçã é uma canção do cantor e compositor brasileiro Raul Seixas, presente no álbum Novo Aeon, gravado nos Estúdios CBD entre 1º de setembro e meados de outubro de 1975, e lançado em 12 de novembro de 1975, pela gravadora Philips Records. Está presente também no compacto duplo Novo Aeon, lançado na mesma data do álbum para ajudar a promovê-lo e em diversas coletâneas de grandes sucessos lançadas pelo artista desde então.

## Gravação e produção
As sessões de gravação para o álbum começaram em 1º de setembro e realizaram-se nos antigos Estúdios CBD (a gravadora estava em processo de mudança para os novos Estúdios Phonogram de 16 canais, na Barra da Tijuca, mas as sessões de gravação nesses novos espaços só começariam em dezembro de 1975), correndo bem e terminando em meados de outubro. O disco seria finalizado (mixagem e pós-produção) sem a presença do cantor baiano e estaria pronto para comercialização no mês seguinte.
A canção é uma típica balada em falsete composta, de início, em parceria com Marcelo Motta. Entretanto, em um segundo momento, Raul "melhorou" a canção juntamente com Paulo Coelho, o que levou a um desentendimento com Motta e à expulsão do cantor da sociedade secreta Astrum Argentum, da qual Marcelo Motta era um dos líderes. 

## Lançamento e resenha musical
O álbum Novo Aeon foi lançado em 12 de novembro de 1975 - em LP e fita cassete - pela gravadora Philips Records com uma boa divulgação, atingindo vendagens da ordem de 60 mil cópias. Juntamente com o disco, a canção foi lançada em um compacto duplo. Também, Raul gravou um clipe musical para o programa dominical da Rede Globo, o Fantástico. O lançamento deste álbum representou uma baixa nas vendagens dos álbuns de Raul que vinham crescendo constantemente desde o seu álbum de estreia, passando pelo recordista - e antecessor - que foi Gita, com mais de 140 mil cópias vendidas.

## Interpretação da letra da música
Esta canção, cujo tema é a liberdade sexual, é rica em referências ao misticismo de Aleister Crowley, ao qual Raul estava profundamente ligado na época. O cantor baiano utiliza-se da maçã como metáfora do fruto proibido, referindo-se, também, ao órgão sexual feminino. Assim, Raul discute a liberdade sexual — contrapondo-a à moral burguesa e cristã — e o ciúme, assumindo ares de um anti-Otelo.

## Bíbliográfia
- BOSCATO, Luis Alberto Lima. Vivendo a sociedade alternativa. Tese de Doutorado. São Paulo: FFLCH/USP, 2006.
- DAPIEVE, Arthur. Brock: o rock brasileiro dos anos 80. São Paulo: Editora 34, 1996. ISBN 9788573260083.
- JORGE, Cibele Simões Ferreira Kerr. Raul Seixas: Um Produtor de mestiçagens musicais e midiáticas. Tese de Doutorado. São Paulo: PUC-SP, 2012.
- MOTTA, Nelson. Como Raul dizia. O Globo, 13 de agosto de 1975, p. 31.
- MOTTA, Nelson. Ele vem aí. O Globo, 16 de outubro de 1975, p. 37.
- MOTTA, Nelson. Lá vem o homem. O Globo, 24 de Outubro de 1975, p. 31.
- MOTTA, Nelson. O Navegante dos infernos e das luzes. O Globo, 02 de novembro de 1975, p. 7.
- MOTTA, Nelson. Mal du siècle. O Globo, 12 de novembro de 1975, p. 35.
- MOTTA, Nelson. Um sonho real. O Globo, 05 de dezembro de 1975, p. 31.
- MOTTA, Nelson. Raul Seixas: Sargentelli's Lonely Hearts Club Band. O Globo, 14 de dezembro de 1975, p. 5.
- RADA NETO, José. Raul(zito) Seixas como produtor musical: aprendizado prático e construção da imagem artística. Anais do XXVII Simpósio Nacional de História. Julho de 2013.